# Georg Philipp Wilhelm von Wangenheim

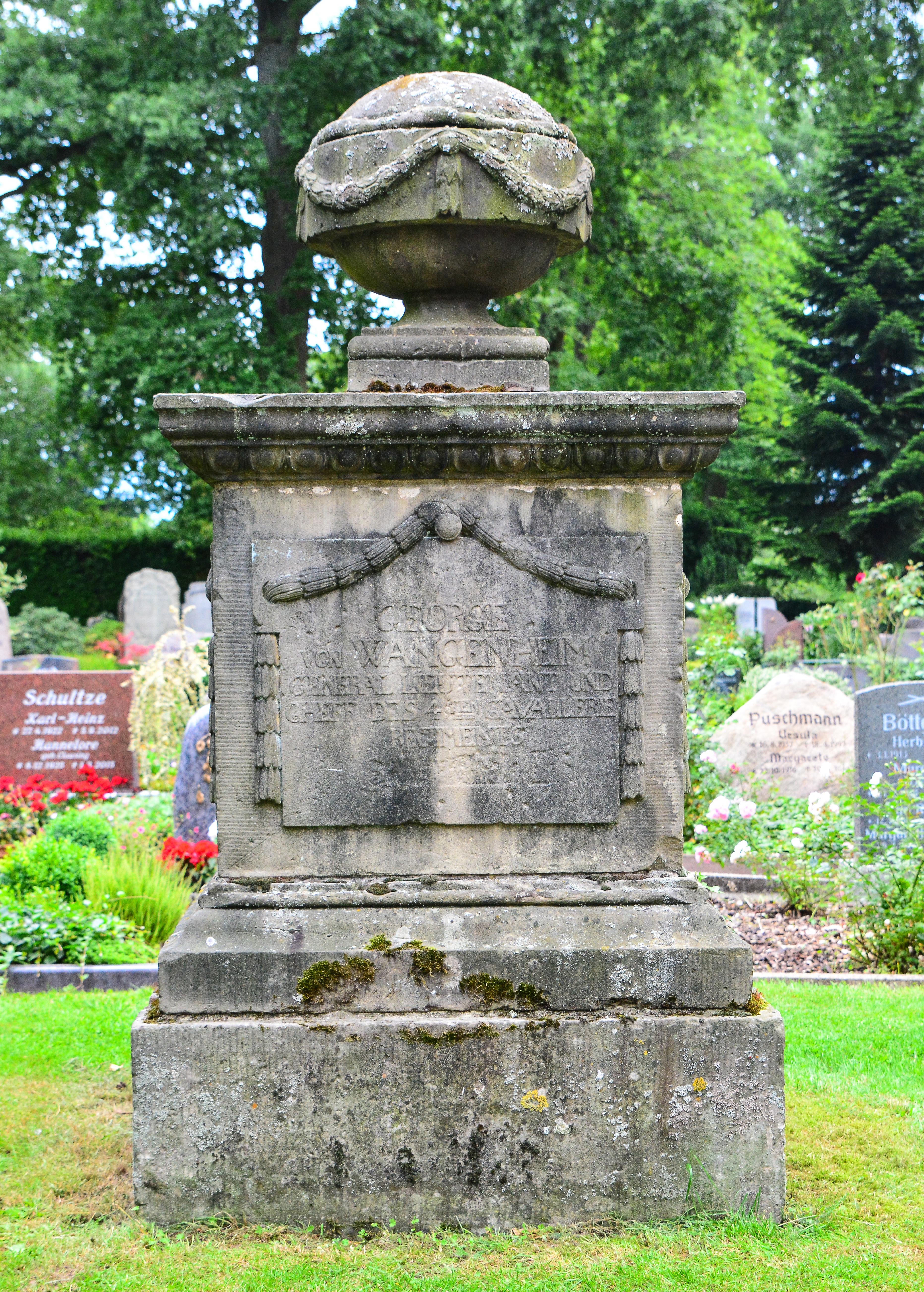
Grabstein von Georg Philipp Wilhelm von Wangenheim auf dem Friedhof Saarstraße in Walsrode

Georg Philipp Wilhelm von Wangenheim (* 24. November 1735 in Hannover; † 1. August 1799 in Walsrode) war kurfürstlich braunschweig-lüneburgischer Generalleutnant aus der Familie von Wangenheim, Chef des 4. Kavallerie-Regiments sowie Herr auf Sonneborn.

## Leben
Seine Eltern waren der General Georg August von Wangenheim (1706–1780) und dessen erste Ehefrau Sophie Caroline Mehmet von Königstreu († 1758).
Er ging früh in die Armee, nahm am Siebenjährigen Krieg teil und war 1760 Rittmeister in der Leibgarde. Er wurde am 12. November 1763 (Brigade-)Major mit Patent zum 16. Dezember 1762, 1781 Oberstleutnant und am 17. Oktober 1789 Oberst und Kommandeur der Leibgarde. Am 28. Februar 1793 wurde er zum 4. Kavallerie-Regiment nach Walsrode versetzt, zum Generalmajor ernannt und im gleichen Jahr wurde er nach dem Tod des Generals Johann Friedrich von der Bussche Chef des 4. Kavallerie-Regiments. Am 15. Mai 1798 wurde er noch zum Generalleutnant ernannt, bevor er am 1. August 1799 in Walsrode starb.
Er heiratete am 17. Dezember 1792 Eleonore Caroline Sophie von Becker (um 1766–1847). Diese war die älteste Tochter des Oberstleutnants Ernst Philipp von Becker und dessen Ehefrau Dorothea von Arend.  Das Paar hatte keine Kinder.